# 中华纹胸鮡
中华纹胸鮡（学名：Glyptothorax sinense）为鮡科纹胸鮡属的鱼类，俗名中华夷，是中国的特有物种。分布于长江中下游及附属水体等。该物种的模式产地在洞庭湖。